# Krojczy z Torżka
Krojczy z Torżka (ros. Закройщик из Торжка) – niema czarno-biała komedia z 1925 roku produkcji radzieckiej. Film w reżyserii Jakowa Protazanowa, nakręcony w wytwórni Mieżrabpom-Ruś. Stanowi satyrę na prowincjonalne środowisko drobnomieszczańskie okresu Nowej Polityki Ekonomicznej.
Komedia ta została zrealizowana na zlecenie Ludowego Komisariatu Finansów (Narkomfin) w celu propagandy pożyczki państwowej dla pracowni krawieckich.

## Fabuła
Bohaterem filmu jest wesoły pechowiec Pietia Pietielkin (Igor Iljinski) oraz prosta dziewczyna wiejska (Wiera Mariecka). Tematem filmu są perypetie związane z obligacją państwową, na które padła główna wygrana.

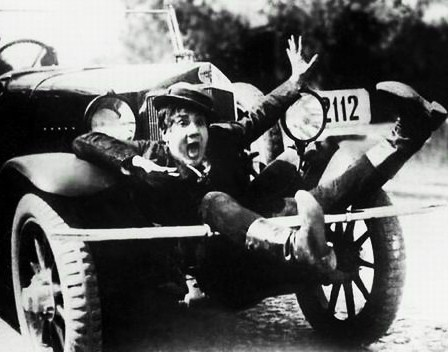
Kadr z filmu.

## Obsada
- Igor Iljinski – Pietia Pietielkin, krojczy w pracowni wdowy
- Wiera Mariecka – Katia, służąca sklepikarza
- Lidia Dejkun – wdowa Melania Szirinkina, właścicielka pracowni
- Iosif Tołczanow – sklepikarz Semiżyłow
- Olga Żyzniewa – nieznajoma z obligacją
- Anatolij Ktorow – lekkoduch Anatolij, znajomy nieznajomej
- Władimir Uralski – związkowiec
- Sierafima Birman – sąsiadka wdowy
- Ewa Milutina – sąsiadka wdowy